# تكمان
تكمان (بالتركية: Tekman)‏ هي بلدة ومُديريَّة تقع في ولاية أرضروم بتركيا. تصل مساحتها إلى 2237 كم²، وترتفع عن سطح البحر حوالي 1950 م.